# Phaeomolis polystria
Phaeomolis polystria là một loài bướm đêm thuộc phân họ Arctiinae, họ Erebidae.